# Colonne des profondeurs
Dans le domaine minier, la colonne des profondeurs est un appareil donnant au machiniste aux commandes de la machine d'extraction la position des cages dans le puits de mine.

## Description et fonctionnement
Dans la version mécanique la colonne des profondeurs se compose d’une boite à engrenages surmontée d’un support vertical, généralement une simple poutrelle d'acier.  Cette poutrelle d’environ  deux mètres de hauteur symbolise le puits. Elle supporte deux tiges filetées qui sont entrainées, en sens inverse, par la boite à engrenages. En tournant, les deux tiges déplacent verticalement et en sens opposé deux écrous qui eux, symbolisent les cages dans le puits.
La poutrelle (fixe) est marquée de traits horizontaux, ce sont les points d’arrêt des cages. Les deux écrous (mobiles) sont garnis de flèches de couleur appelées "index". Pour amener la cage à un étage donné, le machiniste positionne l’index en face du trait correspondant à cet étage.
La machine d’extraction et la boite à engrenages doivent impérativement être reliés par une transmission homocinétique sans aucun glissement (décalage) possible.

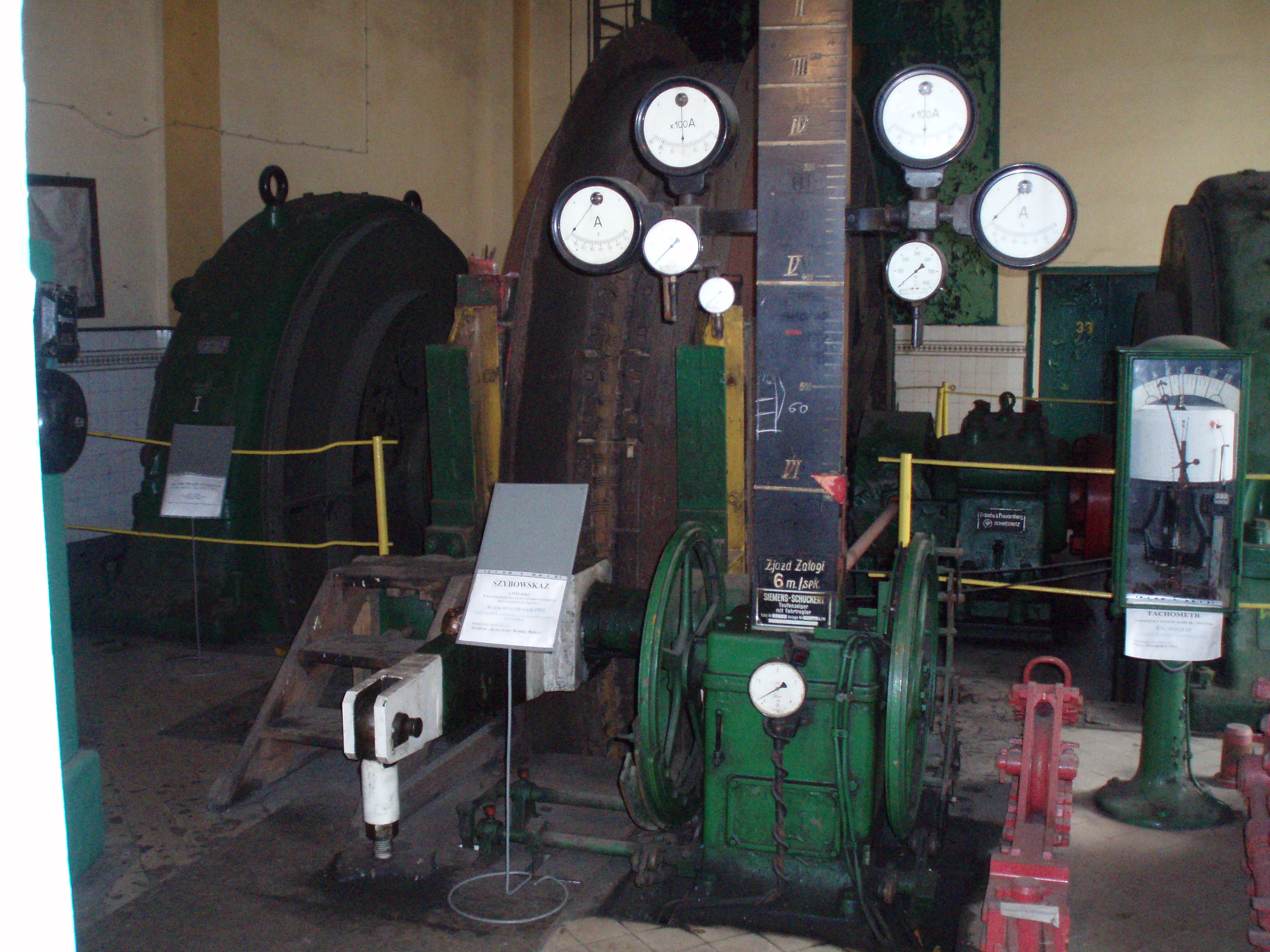
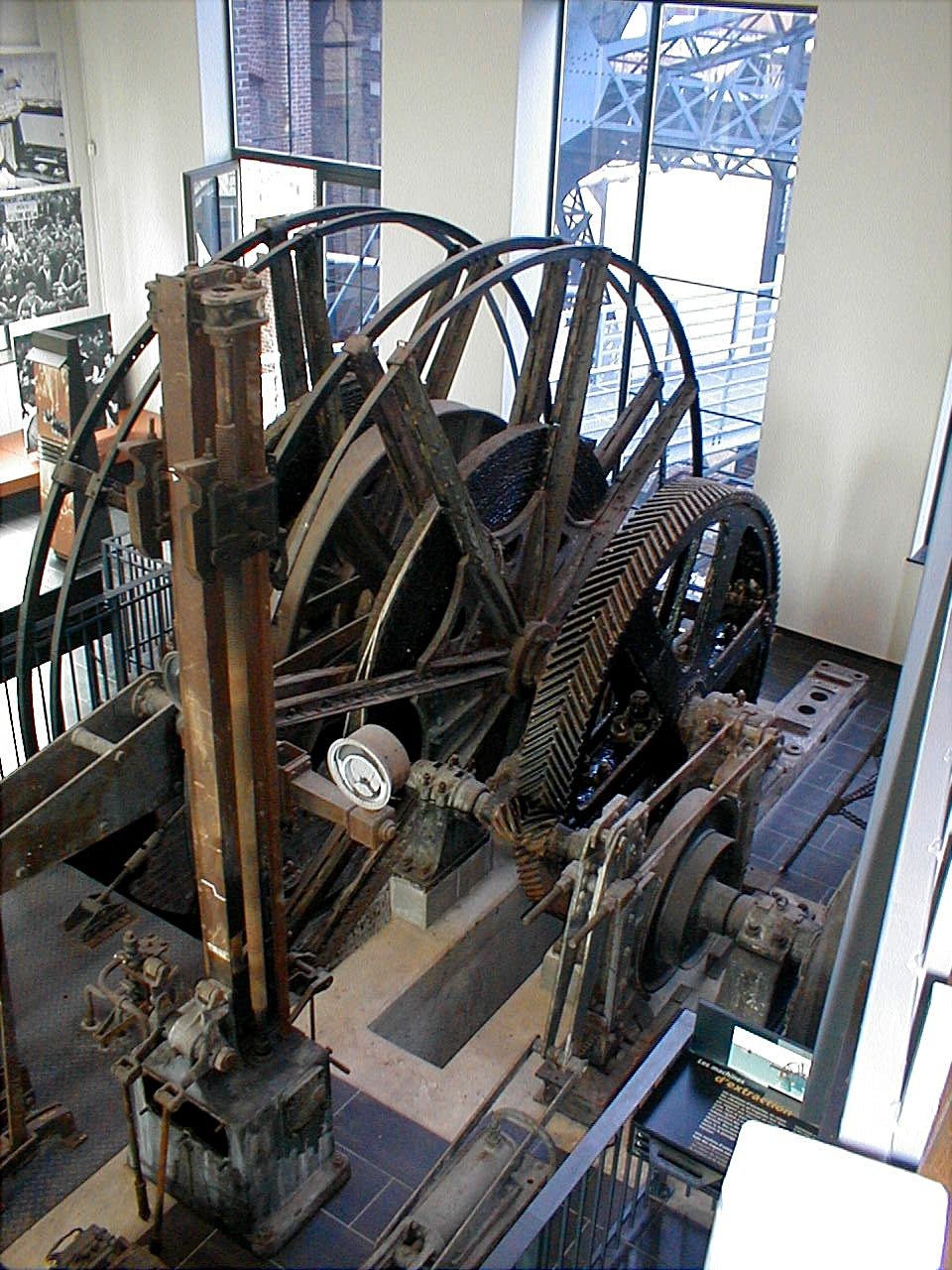
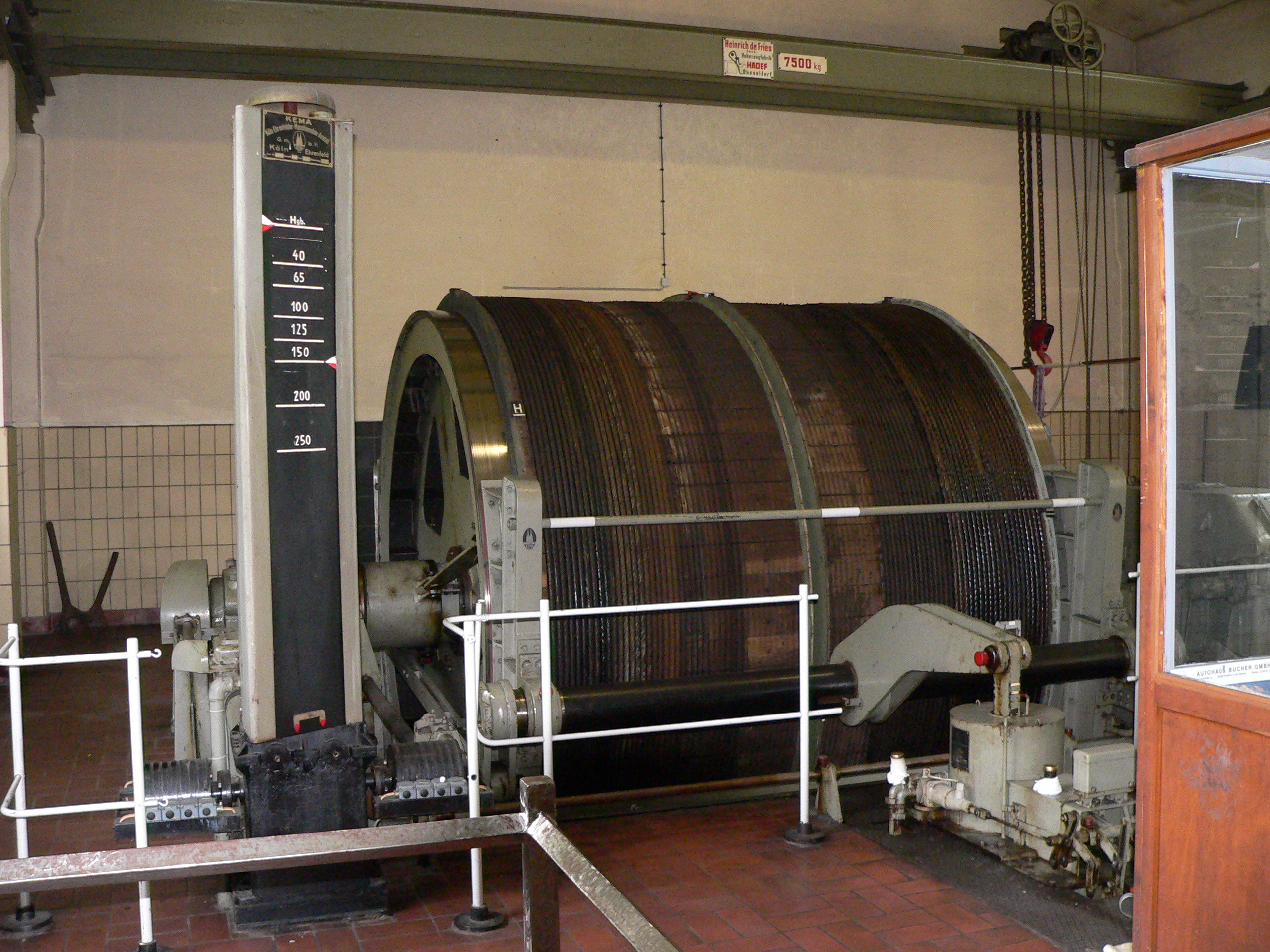

## Description originale
Description originale telle que donnée par Julien Haton de La Goupillière :
« On place enfin sous les yeux du mécanicien un modèle, à échelle réduite, de l'intérieur du puits et de ses accrochages, avec deux petites cages mobiles conduites d'une manière synchrone du mouvement des cages d'extraction, à l'aide d'une vis manœuvrée par l'arbre des bobines. On a également employé, au lieu d'une représentation rectiligne, un cadran circulaire, muni de deux aiguilles analogues à celles des horloges. L'une d'elles, qui accomplit un peu moins d'une révolution, indique, sur un arc gradué, le nombre de rotations. La seconde, qui tourne comme l'arbre 
lui-même, sert à apprécier les fractions de tour. On adjoint souvent à ces indicateurs un compteur-totaliseur qui enregistre les nombres 
de tours et de cordées, de manière à en fournir immédiatement le chiffre à la fin du trait ».

## Échelle
La colonne des profondeurs représente le puits à une certaine échelle. Les index représentent les cages.
Le déplacement des index est une fonction strictement linéaire. Ce n'est pas toujours le cas du déplacement  des cages, car l'enroulement sur le treuil se fait :
- à rayon constant ;
- à rayon variable.

Dans le cas du tambour cylindrique ou de la poulie Koepe le rayon d'enroulement reste constant. Le déplacement des cages reste une fonction linéaire de la rotation du treuil. Il existe un rapport constant entre le déplacement des cages et les déplacements des index, c'est l'échelle.
Dans le cas du tambour conique ou d'enroulement en bobines le rayon d'enroulement est variable, le déplacement des cages n'est plus une fonction linéaire  de la rotation du treuil. L'échelle existe toujours mais elle est devenue variable (la gradation de la colonne est donc une sorte de nomogramme) ; dit autrement, un centimètre en haut de la colonne ne représente pas le même déplacement qu'un centimètre en bas de la colonne. Cet inconvénient n'en est en réalité pas un. La relation entre la cage et l'index reste unique. À une position de la cage dans le puits correspond une (et une seule) position de l'index sur la colonne, ce qui est la condition nécessaire et suffisante pour pouvoir l'utiliser.

## Précision
La colonne des profondeurs pose le problème de l'erreur de lecture.
En métrologie la chose est bien connue. Dans le cas de la colonne des profondeurs, l'erreur commise (par excès ou par défaut) doit aussi être multipliée par l'échelle. Ce n'est pas tout, après l'arrêt, la cage oscillait verticalement, sans oublier les allongements du câble dus à la charge (variable) ou dus aux variations de température. Pour toutes ces raisons, la colonne des profondeurs deviendrait vite inutilisable.
Pratiquement le problème est résolu autrement.
- Les machinistes se fiaient peu à elle, ils traçaient sur le câble et le treuil un trait de couleur, quand les deux traits coïncidaient la cage était à la bonne place.
- La cage était en réalité déposée sur des arrêtoirs appelés taquets. Une fois la cage déposée sur ces taquets, elle était positionnée à la bonne hauteur par les opérateurs sur place, les "taqueurs".
- dans le cas de la poulie Koepe la cage ne peut être déposée sur taquets, elle était immobilisée différemment.

## Variantes
La colonne des profondeurs peut aussi se présenter sous l'aspect d'un cadran  devant lequel tourne une aiguille. Cette aiguille  joue le même rôle que l'index. Les ascenseurs domestiques ont un équivalent de la colonne des profondeurs, ce sont des tableaux lumineux qui donnent aux utilisateurs l'étage auquel l'ascenseur se trouve.

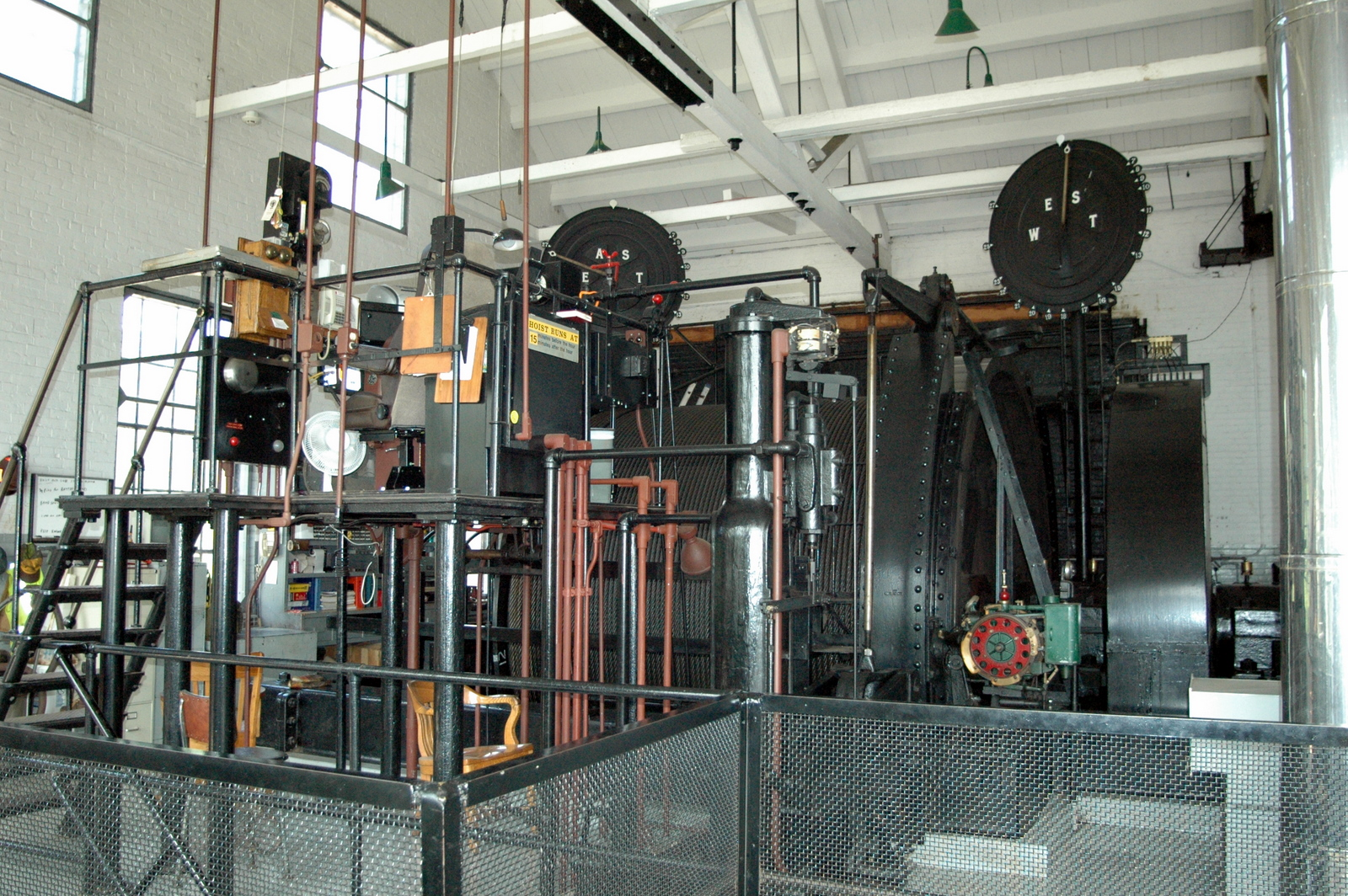
Mine Soudan.